# Thirunindravur
Thirunindravur é uma vila no distrito de Thiruvallur, no estado indiano de Tamil Nadu.

## Demografia
Segundo o censo de 2001,  Thirunindravur  tinha uma população de 29,395 habitantes. Os indivíduos do sexo masculino constituem 50% da população e os do sexo feminino 50%. Thirunindravur tem uma taxa de literacia de 81%, superior à média nacional de 59.5%: a literacia no sexo masculino é de 86% e no sexo feminino é de 77%. Em Thirunindravur, 9% da população está abaixo dos 6 anos de idade.